# 克勞 (堪薩斯州)
克勞（英語：Crow）是位於美國堪薩斯州菲利普斯縣的一個鬼鎮。

## 歷史
克勞的郵政局於1881年設立，直到1901年結束營運。

## 地理
克勞所處的海拔為高於海平面655米（即2149英呎），而該地所採用的時區為UTC-6，即北美中部時區（CST）。同時該地設有夏令時間，為UTC-6調快一小時，即UTC-5（CDT）。